# Anisotome brevistylis
Anisotome brevistylis là một loài thực vật có hoa trong họ Hoa tán. Loài này được (Hook.f.) Cockayne ex Cheeseman mô tả khoa học đầu tiên năm 1925.